# Thượng Đình (phường)
Thượng Đình là một phường thuộc quận Thanh Xuân, thành phố Hà Nội, Việt Nam.

## Địa lý
Phường Thượng Đình có địa giới hành chính:
- Phía đông giáp phường Khương Trung và quận Đống Đa
- Phía tây giáp các phường Nhân Chính và Thanh Xuân Trung
- Phía nam giáp phường Hạ Đình
- Phía bắc giáp phường Nhân Chính.

Phường Thượng Đình có diện tích 66,89 ha (0,67 km2), dân số năm 2022 là 28.101 người, mật độ dân số đạt 42.010 người/km².

## Lịch sử
Trước đây, Thượng Đình là một phường thuộc quận Đống Đa. Từ ngày 22 tháng 11 năm 1996, phường chuyển sang trực thuộc quận Thanh Xuân.